# تپه کسیان
تپه کسیان مربوط به هزاره اول قبل از میلاد است و در شهرستان خوی، بخش چایپاره، روستای کسیان واقع شده و این اثر در تاریخ ۱۰ خرداد ۱۳۸۲ با شمارهٔ ثبت ۸۹۱۲ به‌عنوان یکی از آثار ملی ایران به ثبت رسیده است.